# 하나IB증권
하나IB증권은 1962년부터 2008년까지 존재했던 하나금융그룹의 증권회사이다.

## 역사
1962년 동남증권 창립을 시작하였다가 1992년 7월 창립 30주년을 맞아, 동남증권에서 보람증권 명칭을 변경했으며, 1999년 하나증권과 2007년 하나IB증권으로 사명이 변경되었다가, 2008년 하나IB증권의 하나대투증권에 흡수 합병하였다.

## 같이 보기
- 하나증권